# Scatonomus xanthopygus
Scatonomus xanthopygus là một loài bọ cánh cứng trong họ Bọ hung (Scarabaeidae).